# Peter Kirsten (Cricketspieler)
Peter Noel Kirsten (* 14. Mai 1955 in Pietermaritzburg, Südafrika) ist ein ehemaliger südafrikanischer Cricketspieler, der zwischen 1991 und 1994 für die südafrikanische Nationalmannschaft spielte.

## Kindheit und Ausbildung
Seine Brüder Gary Kirsten und Paul Kirsten spielten ebenfalls professionelles Cricket.

## Aktive Karriere
Kirsten gab sein First-Class-Debüt in der Saison 1973/74 und spielte in der Folge für Western Province. Erstmal konnte er in der Saison 1976/77 herausragen, als ihm fünf Centuries in fünf aufeinanderfolgenden Innings gelangen. Auch spielte er zwischen 1978 und 1982 für Derbyshire in der englischen County Championship. Jedoch war zu dieser Zeit die südafrikanische Nationalmannschaft auf Grund der herrschenden Apartheid vom internationalen Cricket suspendiert. Dennoch gelang es dem südafrikanischen Verband Touren gegen Mannschaften zu bestreiten, die von internationalen Spitzenspielern geprägt waren. Beim ersten dieser Rebel Tours in Südafrika gegen ein englisches Team in der Saison 1981/82 spielte er dabei seinen ersten der insgesamt 19 inoffiziellen Tests seiner Karriere. Ab der Saison 1990/91 spielte er im südafrikanischen Cricket für Border. Nachdem Südafrika nach dem Ende der Apartheid vom International Cricket Council wieder zugelassen wurde, war Kirsten von Beginn an Teil des Nationalteams. Sein ODI-Debüt erfolgt bei der Tour in Indien im November 1991. Im dritten Spiel der Serie gelang ihm ein Fifty über 86* Runs, wofür er als Spieler des Spiels ausgezeichnet wurde.
Daraufhin folgte seine Nominierung für den Cricket World Cup 1992. Dort erreichte er in der Vorrunde zunächst gegen Neuseeland (90 Runs) und die West Indies (56 Runs) jeweils ein Fifty. In der Begegnung gegen Simbabwe konnte er neben einem Fifty (62* Runs) am Schlag auch drei Wickets (3/31) als Bowler erzielen, wofür er als Spieler des Spiels ausgezeichnet wurde. Diese Auszeichnung erhielt er ebenso nach einem weiteren Fifty über 84 Runs gegen Indien, womit das Team sich den Einzug ins Halbfinale sicherte. Dort unterlag die Mannschaft dann gegen England. Mit diesen Leistungen war Kirsten der drittbeste Schlagmann des Turniers. Nach dem Turnier reiste er mit der Mannschaft in die West Indies, wo er bei seinem Test-Debüt ein Fifty über 52 Runs erreichte, womit er die Niederlage jedoch nicht vermeiden konnte. In der Saison 1992/93 steuerte er in der ODI-Serie in Indien ein Fifty über 56 Runs bei. Ein Jahr darauf folgte ein Drei-Nationen-Turnier in Australien, wo ihm gegen Neuseeland zwei Fifties (97 und 50 Runs) gelangen. In der folgenden Test-Serie in Australien folgte dann mit 79 Runs ein weiteres Fifty. Beim kurz darauf folgenden Gegenbesuch Australiens folgte dann je ein Fifty in der Test- (70 Runs) und ODI-Serie (53 Runs). Seinen letzten Einsatz im Nationalteam hatte er in der Saison 1994 in England, wo ihm im zweiten Test mit 104 Runs aus 226 Bällen sein einziges internationales Century gelang. Dafür wurde er als Spieler des Spiels ausgezeichnet. Sein letztes First-Class-Spiel absolvierte er in der Saison 1996/97 in einem Tour-Match gegen Australien.

## Nach der aktiven Karriere
Nach seiner aktiven Karriere betätigte er sich als Trainer und Fernsehkommentator.